# セッツェのカルロ
セッツェのカルロ（伊: Carlo da Sezze, 1613年10月19日 - 1670年1月6日）は、カトリック教会フランシスコ会の修道士、神秘家、聖人。

## 生涯
カルロはローマ近郊の町セッツェの農夫の息子として生まれ、幼少期、学校に通っていたが諸事情により退学、読み書きする程度しか習得出来なかった。カルロは父の家業を手伝い、羊飼いの役割をした。
カルロは17歳となり、幼少から抱いてきた修道生活が神からの招きであることを確信し、1635年春、フランシスコ会に入会、修練者として修行に励み、1636年5月18日、修道誓願を立て修道者になる。以降、カルロは模範な修道士としてイタリア各地の修道院を巡り、様々な役職に就き長上の命じた役割を果たした。敬虔なキリスト者であるカルロは聖母マリアへの崇敬を抱き苦行も厭わなかった。また悪魔から誘惑、攻撃に苦しんだがそれを退き神への信頼を強めた。アビラのテレサの出現を受けた時もあった。
特に彼は信仰に関する著書を残した。1642年から1646年、1653年から1668年にかけて『キリスト信者の模範』、『自叙伝』をはじめ各作品を執筆し、神学者らは学力の乏しいカルロの高度な文筆力に驚いた。いまた、ミサに参列中、祭壇から不思議な光が彼の胸を射し、「聖痕」が現れた。その傷はしばらく消えたが彼の死後に再び現れた。カルロはこれらの奇跡を行い人々の尊敬を受けた。
1669年12月31日、重病にかかり、翌1670年1月6日、帰天（死去）。
死後、カルロに取り次ぐ人々が現れ、多くの奇跡が報告され、教会は彼の英雄的徳を認め、1771年、列福調査開始、1882年1月、ローマ教皇レオ13世により列福され、1958年、ピウス12世による列聖式が行う予定であったが教皇薨去により延期、1959年、ヨハネ23世によって列聖された。